# James Battersby
James „Jim“ Stewart Battersby (* 5. November 1958) ist ein ehemaliger australischer Ruderer. 1984 gewann er mit dem australischen Achter eine olympische Bronzemedaille.

## Sportliche Karriere
Der 1,95 Meter große James Battersby trat bei den Weltmeisterschaften 1981 in München im Vierer mit Steuermann an. Graham Jones, James Battersby, Timothy Willoughby, John Bentley und Steuermann Michael Sim belegten den sechsten Platz. Zwei Jahre später ruderte der australische Achter in der Besetzung Samuel Patten, Bruce Keynes, Ian Edmunds, David Doyle, James Battersby, Timothy Willoughby, Ion Popa, John Quigley und Steuermann Gavin Thredgold und gewann bei den Weltmeisterschaften 1983 in Duisburg die Bronzemedaille hinter den Booten aus Neuseeland und aus der DDR.
1984 bei den Olympischen Spielen in Los Angeles trat der australische Achter mit Craig Muller, Clyde Hefer, Samuel Patten, Timothy Willoughby, Ian Edmunds, James Battersby, Ion Popa, Stephen Evans und Gavin Thredgold an und erkämpfte Bronze hinter den Booten aus Kanada und aus den Vereinigten Staaten.